# Ałeksandar Sariewski
Aleksandar Sariewski (lub Sarievski, cyryl. Александар Сариевски; ur. 20 czerwca 1922 w Galiczniku, zm. 19 grudnia 2002 w Skopju) – macedoński piosenkarz muzyki ludowej.

## Kariera
Artysta rozpoczął karierę muzyczną po ukończeniu gimnazjum w Skopju. Od tego czasu grywał na harmonijce. W 1946 roku nagrał pierwszy utwór A bre newesto oko kaleszo w macedońskim radio.
W 1949 roku współtworzył znany macedoński zespół ludowy Tanec. Razem z zespołem podróżował po całym świecie jako ambasador macedońskiej muzyki i kultury. Z grupą brał udział w koncertach i festiwalach kultury ludowej, m.in.: w Stanach Zjednoczonych, Kanadzie, Australii, Japonii, Związku Radzieckim, Francji, Niemczech, Włoszech i Grecji. Zespół stanowił nierozłączne tło wideoklipów nagrywanych przez muzyka. Wokalista wykonywał pieśni obrzędowe, obyczajowe i ballady głównie o tematyce miłosnej, oraz ważnych wydarzeń z życia społeczności: wesela, żniwa, itp.
Aleksandar Sariewski zmarł 19 grudnia 2002. Kondolencje rodzinie zmarłego złożyli ówczesny prezydent Macedonii Boris Trajkowski, premier Branko Crwenkowski oraz minister kultury Blagoja Stefanowski.
W 2022 pośmiertnie otrzymał Medal Zasługi Republiki Macedonii Północnej.

## Dyskografia
- Zajdi, zajdi, jasno sonce
- Jowano, Jowanke
- More Sokol Pie
- Makedonsko dewojcze
- Uczi me majko, karaj me
- Aber dojde, Donke
- Kinisa moma na woda
- Mome odi niz livada
- More dosta ode